# Fluchtverhalten

Hauspferd: seitlich sitzendes Auge mit horizontal ausgerichteter Schlitzpupille

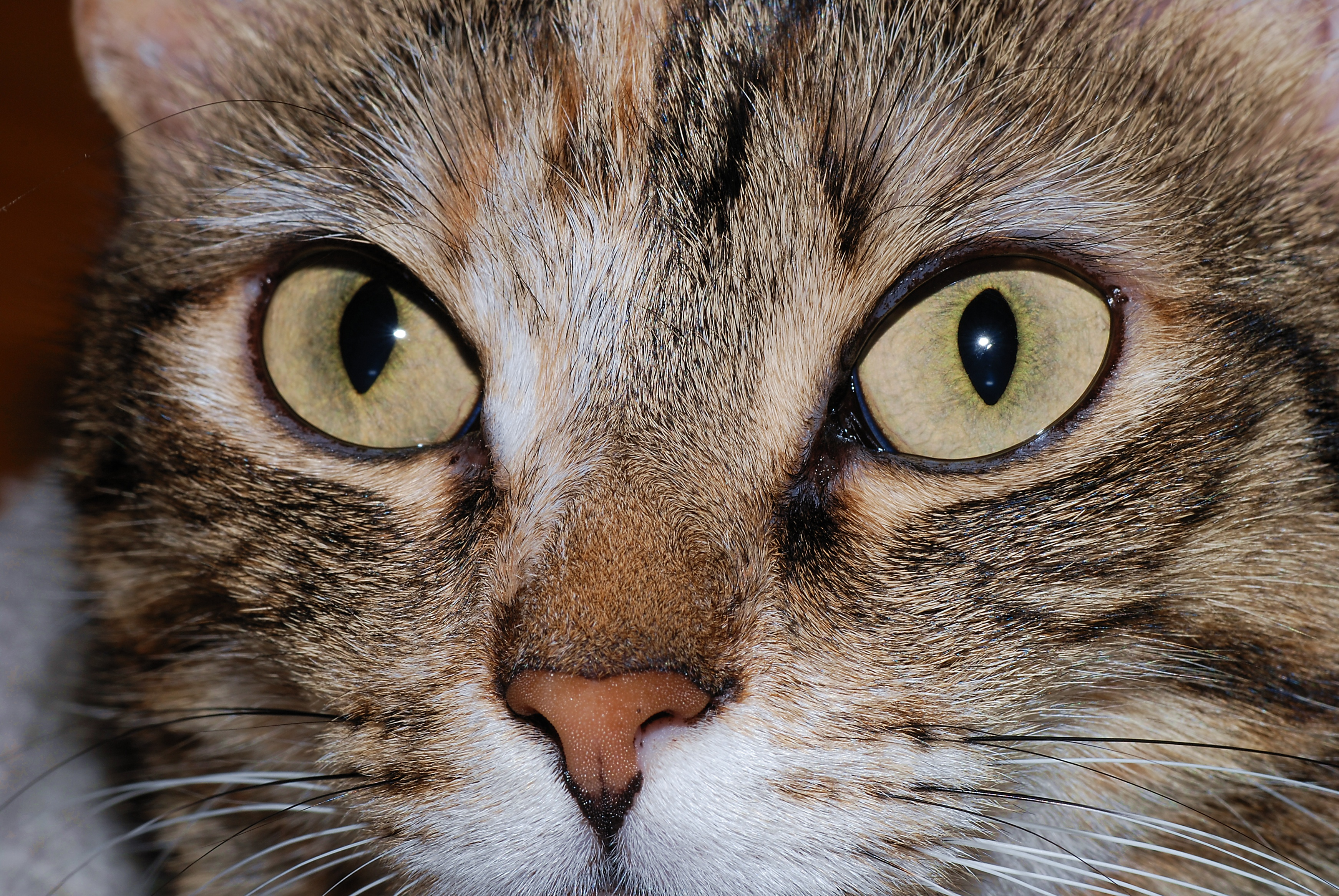
Hauskatze: vorn sitzende Augen mit vertikal ausgerichteter Schlitzpupille

Als Fluchtverhalten (auch: Fluchtreaktion) bezeichnet man in der Verhaltensforschung alle Bewegungsabläufe, die einem Tier dazu dienen, sich durch Flucht vor einem tatsächlichen oder vermeintlichen Angreifer (zum Beispiel vor einem Prädator) in Sicherheit zu bringen, wenn dieser die Fluchtdistanz nicht einhält. Beeinflusst wird das Fluchtverhalten insbesondere durch die Ausschüttung des Hormons Adrenalin.

## Merkmale
Das Fluchtverhalten ist in der Regel in allen wesentlichen Elementen angeboren, kann aber durch Erfahrung modifiziert werden. Es ist vermutlich dasjenige Verhalten, auf das in jeder Umwelt der höchste Selektionsdruck gerichtet ist, da bereits ein einziges „Versagen“ zum Tod führen kann. Dies erklärt beispielsweise das sehr unterschiedliche Fluchtverhalten von Feldhase und Wildkaninchen: hasentypisches Fluchtverhalten zeigt sich im Hakenschlagen, was bedeutet, dass der Feldhase seine Fluchtrichtung plötzlich und nahezu im rechten Winkel ändern kann; ein Kaninchen hingegen flüchtet sich gezielt in seinen Bau. Ursache dieses unterschiedlichen Fluchtverhaltens ist, dass Hasen ausschließlich oberirdisch leben, während Kaninchen in Erdbauen leben.
Neben den Feldhasen, deren Fluchtverhalten in der Redewendung „das Hasenpanier zeigen“ sprichwörtlich wurde, gelten beispielsweise auch Hauspferde als typische „Fluchttiere“:

„In seiner Phylogenese hat sich der Körper des Pferdes auf diese Verhaltensweise spezialisiert. Die Sinnesorgane sind auf eine frühzeitige Wahrnehmung eines Feindes ausgerichtet und die ausgeprägte Leistungsfähigkeit von Bewegungsapparat, Herz-Kreislauf-System und Atmungstrakt ermöglichen dem Pferd eine schnelle Flucht. Dieses Verhalten ist trotz der Domestikation in einem starken Ausmaß vorhanden geblieben und ist für den Menschen bei der Nutzung des Pferdes die größte Herausforderung.“

Ein besonders auffälliges Merkmal, in dem sich „Fluchttiere“ von „Raubtieren“ unterscheiden, ist die Position ihrer Augen: Die Augen der „Fluchttiere“ sitzen seitlich am Kopf, die Augen der „Raubtiere“ hingegen weisen – wie beim Menschen – nach vorne. Bei Pferden, Schafen, Ziegen und vielen anderen Pflanzenfressern ermöglichen die seitlich sitzenden Augen eine fast lückenlose Rundumsicht ohne toten Winkel, so dass sie selbst mit gesenktem Kopf – beim Grasen – hinter sich sehen können. Die vorne sitzenden Augen ermöglichen den „Raubtieren“ wiederum ein sehr gutes räumliches Sehen und daraus folgend ein präzises Fokussieren auf eine potentielle Jagdbeute.
Ein weiterer Unterschied zwischen „Fluchttieren“ und „Raubtieren“ wurde im Jahr 2015 von US-Biologen in einer wissenschaftlichen Studie berichtet. Demnach haben beispielsweise Schafe eine schlitzförmige, waagerecht (horizontal) ausgerichtete Pupille, die ihnen eine gute Rundumsicht ermöglicht, zugleich störenden Lichteinfall von oben verringert und die Sicht auf den Boden verbessert. Tag- und nachtaktive Katzen besitzen hingegen oft senkrecht stehende Schlitzpupillen, deren Öffnungen über einen weit größeren Bereich regulierbar sind als die Öffnungen von runden Pupillen.
Bei wildlebenden Huftieren wird manchmal beobachtet, wie sie auf der Flucht vor Prädatoren menschliche Siedlungen aufsuchen.
Stammesgeschichtlich eng verbunden ist das Fluchtverhalten einerseits mit dem Erkundungsverhalten und mit agonistischem Verhalten, andererseits mit dem Erkennen von Warnsignalen anderer Tiere. So ist es für viele bodenlebende Kleinsäuger beispielsweise überlebenswichtig, rasch zu erkennen, wo ein Bodenfeind sich aufhält, um in eine entgegengesetzte Richtung zu fliehen. Bei einem Angreifer aus der Luft spielt hingegen die Fluchtrichtung keine besonders große Rolle, da es in diesem Fall darauf ankommt, möglichst rasch eine Deckung aufzusuchen. 
Erkundungsverhalten wiederum zielt u. a. darauf ab, neue Nahrungsquellen zu erschließen, birgt aber die Gefahr, im unbekannten Gelände besonders leicht ein Opfer von Prädatoren zu werden. Beim agonistischen Verhalten ist die Bereitschaft zum Wechsel zwischen Aggression, Abwehr- und Fluchtverhalten eine elementare Voraussetzung für den Erfolg beispielsweise im Zweikampf um Sexualpartner. Fluchtverhalten kann durch Rückzug aus dem Territorium eines überlegenen Gegners eine Aggressionshemmung auslösen, es kann aber auch dazu führen, dass das fliehende Tier durch das Fluchtverhalten ins Beuteschema fällt und durch diesen Schlüsselreiz eine Verfolgung auslöst.

## Belege
1. ↑  vergl. Fluchtverhalten auf spektrum.de.Zuletzt abgerufen am 12. April 2022.
2. ↑  Christiane Buchholtz: Auslösemechanismen. Kapitel 5.2 in: (dieselbe:) Grundlagen der Verhaltensphysiologie. Vieweg, Braunschweig 1982, S. 65.
3. ↑  Markus Schumacher: Verhaltensbiologie, S. 25. Zuletzt abgerufen am 12. April 2022.
4. ↑  Thomas Gehle: Zur Biologie und Ökologie des Feldhasen. Erstellt für die Deutsche Wildtier Stiftung, April 2002, S. 20, Volltext (PDF) (Memento vom 11. April 2019 im Internet Archive).
5. ↑  Der Unterschied: Hase oder  Kaninchen. Auf: revvet.de. Zuletzt abgerufen am 12. April 2022.
6. ↑  Kristina Goslar: Temperaments- und Charakterbeurteilung bei Reitpferden. Inauguraldissertation, Hannover 2011, S. 8, Volltext (PDF).
7. ↑  Mit den Augen des Pferdes. Auf: wissenschaft.de vom 25. November 2015.
8. ↑  Perfekt angepasst: So sehen Tiere die Welt. (Memento vom 11. November 2017 im Internet Archive). Im Original publiziert auf daserste.de vom 28. Januar 2017.
9. ↑  Martin S. Banks et al.: Why do animal eyes have pupils of different shapes? In: Science Advances. Band 1, Nr. 7, 2015, e1500391, doi:10.1126/sciadv.1500391.
10. ↑  Die Augen fürs Leben. Auf: sueddeutsche.de vom 9. August 2015.
11. ↑  D. P. J. Kuijper, E. Sahlén, B. Elmhagen, S. Chamaillé-Jammes, H. Sand, K. Lone, J. P. G. M. Cromsigt: Paws without claws? Ecological effects of large carnivores in anthropogenic landscapes. In: Proceedings of the Royal Society B. Bd. 283, Nr. 26, 2016, doi:10.1098/rspb.2016.1625.
12. ↑  Hetze durchs Dorf: Frauen wollen Reh vorm Wolf retten. (Memento vom 15. Dezember 2017 im Internet Archive) Auf: maz-online.de vom 15. Dezember 2017.